# Орфизам (религија)
Орфизам или Орфицизам (старогрчки: Ὀρφικά) је назив за религијско-филозофски правац вјеровања и обичаја у античком грчком и хеленистичком свијету, као и код Трачана, који се повезују с књижевношћу која се приписује митском пјеснику Орфеју, који је био у Хаду и вратио се. Орфичари су такође поштовали Персефону (која је проводила једно годишње доба у Хаду, а затим се враћала) и Диониса (који је такође био у Хаду и вратио се). Сматра се да је Орфеј установио Дионизијске мистерије. Поезија која садржи чисто орфичка вјеровања датира из шестог вијека прије нове ере, или бар из касног петог.
Класични извори, као што је Платон, спомињали су „орфичке иницијаcije“ (Ὀρφεοτελεσταί) и повезане обичаје, мада није сигурно колико је орфичка литература уопште повезана с тим обичајима.
Орфизам се појавио на подручју Грчке у 7. веку п. н. е. вероватно из Тракије и Македоније, а шири се током 6. и 5. века п. н. е., нарочито на Криту и Сицилији.

## Орфеј
За Орфеја, митског песника, веровало се да својом песмом припитомљава животиње и мења космички поредак. Постоје два предања како је Орфеј убијен, по првом предању су га убиле жене, јер је својом песмом отуђио њихове мужеве, док је по другом предању такође страдао од жена, али је разлог био немогућност да присуствују његовим мистеријама.

## Орфичко веровање
Следбеници овог култа су веровали да је живот на Земљи само "успутна станица". Сматрали су да дешавања у природи не иду од живота према смрти, већ од смрти ка животу. Смрт је дакле само продужење живота. Да би продужио живот, човек је морао да се ослободи робовања свом телу и његовим нагонима. Другим речима да се ослободи тела у ком душа борави као заробљеник и да тако богу у себи омогући слободу и сједини се с њиме.
Према уверењима душа је била затворена у телу, као тамници због злочина титана пошто је и сам човек рођен из пепела титана које је муњом побио Зевс.

## Орфичка правила за живот
Орфисти су сматрали да не треба јести месо, јаја и пасуљ, као и носити вунене хаљине. Они су први записани "вегетаријанци" на свету.

## Утицај Орфизма
Орфизам је највише присутан био у Атици, а највећу популарност досегао је код грађанских слојева и шире народне масе.
Пошто је захтевао молитву и пост каснији историчари су га понекад повезивали са хришћанством.